# Camponotus quadriceps
Camponotus quadriceps é uma espécie de inseto do gênero Camponotus, pertencente à família Formicidae.